# Johannes Meyer (Regisseur)
Johannes Meyer (* 13. August 1888 in Brieg, Provinz Schlesien; † 25. Januar 1976 in Marburg) war ein deutscher Drehbuchautor und Filmregisseur.

## Leben
Meyer hatte bereits in jungen Jahren Interesse am Schreiben gezeigt und als Unterprimaner sein erstes Stück verfasst. Später studierte er in Breslau und Berlin Germanistik und schlug anschließend eine Laufbahn als Berufssoldat – letzter Dienstgrad: Hauptmann im Majorsrang – ein. Während des Ersten Weltkriegs wurde Meyer mehrmals schwer verwundet und 1919 hochdekoriert aus dem Militärdienst entlassen. Er ging daraufhin zur UFA, in deren Kulturabteilung er kurzzeitig Beschäftigung fand und sich die Grundbegriffe des Filmemachens aneignete. Anschließend verdingte er sich als Chefdramaturg und begann in dieser Funktion auch wieder zu schreiben. Im Rahmen dieser Tätigkeit entstanden zunächst 1921 mehrere Drehbücher für Märchenverfilmungen.
Im Jahr 1924 gelang ihm der Sprung zur Filmregie, seine erste eigene Arbeit war der im Jägermilieu angesiedelte Spielfilm Horrido mit Rudolf Forster und Lia Eibenschütz, den er für die Europäische Lichtbild AG (Eulag) inszenierte. Ein weiteres Jägerdrama – Der Wilderer – drehte Meyer anschließend für die UFA, die ihn von da an häufiger mit Spielfilmen beauftragte. Sein erster Tonfilm war der im April 1930 uraufgeführte Schlagerfilm Der Tiger mit Charlotte Susa und Harry Frank in den Hauptrollen. Da die Nachfrage nach Tonfilmen alle Erwartungen überstieg, drehte Meyer in den folgenden vier Jahren einen Spielfilm nach dem anderen. 1932 drehte er für Paramount die Literaturverfilmung des Romans Gilgi, eine von uns von Irmgard Keun mit Brigitte Helm und Gustav Dießl in den Hauptrollen.
Im Jahre 1934 inszenierte Meyer, den von der Berliner Terra Film produzierten Abenteuerfilm Schwarzer Jäger Johanna mit Marianne Hoppe, Gustaf Gründgens und Paul Hartmann in den Hauptrollen. Der Film erzählt die Geschichte einer jungen Frau, die sich in der Zeit der Befreiungskriege gegen Napoleon als Mann verkleidet einem Freikorps anschließt, um ihrem Geliebten nahe sein zu können. In Meyers Film Henker, Frauen und Soldaten (1935) verkörperte Hans Albers in einer Doppelrolle zwei verfeindete Vettern, die im Ersten Weltkrieg auf verschiedenen Seiten kämpfen: der eine als Kommandeur russischer Truppen, der andere als tollkühner deutscher Freikorpskämpfer.
Mit der Filmbiografie Fridericus widmete sich Meyer 1936 einer historischen Figur, die ihn sehr interessierte und seine preußischen Tugenden verkörperte, die für ihn im Widerspruch zur NS-Diktatur standen. Wie in den meisten anderen Fridericus-Rex-Filmen erschien auch hier wieder Otto Gebühr in der Hauptrolle. Fridericus erhielt als einziger von Johannes Meyers Filmen von der Filmprüfstelle das Prädikat „Staatspolitisch wertvoll“, aber erst nachdem das unter seiner Regie gedrehte Ende von Goebbels verboten worden war und unter Goebbels Regie ein neues Filmende gedreht worden war. Die Originalfassung von Meyer galt lange als verschollen, tauchte aber wieder auf und konnte rekonstruiert werden. Sie zeigt am Ende ein kleines Mädchen, dessen Heimatdorf im Hintergrund brennt und das seine Familie verloren hat. Johannes Meyer wollte damit seiner tiefen Überzeugung Ausdruck verleihen, dass er nach seinen eigenen Erfahrungen im 1. Weltkrieg nie wieder einen Krieg erleben wollte. Ihm war früh klar, dass Hilterls Ziele ohne Krieg nicht erreichbar waren und er ist deshalb trotz zahlreicher Aufforderungen der Reichskulturkammer nie in die NSDAP eingetreten. Auch sein Sohn, Johannes Meyer, späterer Initiator und langjähriger Leiter der Weilburger Schloßkonzerte, war nie in der Hitler-Jugend.
Johannes Meyer drehte neben diesen politischen Produktionen häufig Abenteuerfilme wie Der Flüchtling aus Chicago, Das Erbe in Pretoria (beide 1934), Die unmögliche Frau (1936) und Das große Abenteuer (1937). Nach Kriegsbeginn inszenierte er nach zwei Kriminalfilmen fast ausschließlich Komödien und Liebesfilme, der Übernahme der ihm angetragenen Regie des antisemitischen Streifens Die Rothschilds verweigerte sich Meyer 1940 hingegen, die Inszenierung führte stattdessen der Kollege Erich Waschneck durch.
1950 zog sich Meyer aus dem Filmgeschäft zurück.

## Filmografie
Regie, wenn nicht anders angegeben:
- 1921: Der kleine Muck (Wilhelm Prager) – Drehbuch
- 1921: Tischlein deck dich, Eselein streck dich, Knüppel aus dem Sack/Tischlein deck dich (Wilhelm Prager) – Drehbuch
- 1921: Der Wettlauf zwischen dem Hasen und dem Igel (Kurzspielfilm; Harry Jäger) – Drehbuch
- 1922/23: Der Schwiegersohn mit den dicken Kartoffeln. Eine ländliche Begebenheit (Kurz-Dokumentarfilm; Willy Achsel) – Drehbuch
- 1924: Horrido
- 1924/25: Wunder der Schöpfung (Dokumentarfilm mit Spielszenen; Hanns Walter Kornblum) – Co-Regie (Spielszenen)
- 1925: Der Wilderer (mit Carl de Vogt und Helga Thomas) – Drehbuch, Regie
- 1928: Schuldig (mit Bernhard Goetzke und Jenny Hasselqvist)
- 1929: Hochverrat (mit Gerda Maurus und Gustav Fröhlich)
- 1930: Der Tiger
- 1930: Das Rheinlandmädel (mit Gretel Bernd und Werner Fuetterer)
- 1930: Die blonde Nachtigall (mit Else Elster und Arthur Hell)
- 1931: Zwei himmelblaue Augen (mit Charlotte Ander und Hermann Thimig)
- 1931: Hilfe! Überfall (mit Gerda Maurus und Hans Stüwe)
- 1931: Aschermittwoch (mit Claire Rommer und Karl Ludwig Diehl)
- 1932: Unter falscher Flagge (mit Charlotte Susa und Gustav Fröhlich)
- 1932: Ich bleib’ bei Dir (mit Hansi Arnstaedt, Jenny Jugo und Kurt Lilien)
- 1932: Eine von uns (mit Brigitte Helm und Gustav Dießl)
- 1932: Traum von Schönbrunn (mit Marta Eggerth und Hans Henninger)
- 1933: Die kleine Schwindlerin (mit Harald Paulsen und Dolly Haas)
- 1933: Die schönen Tage von Aranjuez (mit Brigitte Helm und Gustaf Gründgens)
- 1933: Adieu les beaux jours (mit Brigitte Helm und Jean Gabin) – Regie (mit André Beucler)
- 1933: Es gibt nur eine Liebe (mit Louis Graveure, Heinz Rühmann und Jenny Jugo)
- 1934: Der Flüchtling von Chicago (mit Gustav Fröhlich und Lil Dagover)
- 1934: Schwarzer Jäger Johanna (mit Marianne Hoppe, Gustaf Gründgens, Paul Hartmann)
- 1934: Das Erbe in Pretoria (mit Charlotte Susa und Paul Hartmann)
- 1934: Ihr größter Erfolg (mit Marta Eggerth und Leo Slezak)
- 1935: Henker, Frauen und Soldaten (mit Hans Albers und Charlotte Susa)
- 1936: Die unmögliche Frau (mit Dorothea Wieck und Gustav Fröhlich)
- 1936: Fridericus
- 1937: Das große Abenteuer (mit Maria Andergast und Albrecht Schoenhals)
- 1938: Rätsel um Beate (mit Lil Dagover, Albrecht Schoenhals und Sabine Peters)
- 1938: Diskretion – Ehrensache  (Verwechslungslustspiel mit Heli Finkenzeller und Hans Holt)
- 1938: Dreizehn Mann und eine Kanone
- 1939: Ehe in Dosen (mit Leny Marenbach und Johannes Riemann) – Drehbuch, Regie
- 1939: Dein Leben gehört mir (Kriminalfilm mit Karin Hardt, Dorothea Wieck und Karl Martell)
- 1939: Der singende Tor (Kriminalfilm mit Beniamino Gigli und Kirsten Heiberg)
- 1939: La casa lontana (italienische Fassung von Der singende Tor)
- 1941: Männerwirtschaft (Bauernschwank mit Volker von Collande und Karin Hardt)
- 1942: Ein Zug fährt ab (Verwechslungslustspiel mit Leny Marenbach und Ferdinand Marian)
- 1942: Stimme des Herzens (Liebesfilm mit Marianne Hoppe und Ernst von Klipstein)
- 1943: Wildvogel (Liebesfilm mit Leny Marenbach und Volker von Collande)
- 1944: Die heimlichen Bräute (Verwechslungslustspiel mit Magda Schneider und Rudolf Prack)
- 1944/51: Zwischen Herz und Gewissen (Frauenschicksalsfilm mit Winnie Markus und Viktor Staal; Überläufer)
- 1945: Rätsel der Nacht (Kriminalfilm; Überläufer) – Drehbuch, Regie
- 1948: Blockierte Signale (Kriminalfilm mit Carl Voscherau und Wolfgang Lukschy)
- 1949: Diese Nacht vergess ich nie! (Komödie mit Winnie Markus und Gustav Fröhlich)
- 1950: Dreizehn unter einem Hut (Liebeskomödie mit Ruth Leuwerik, Volker von Collande und Inge Landgut)
- 1950: Furioso (Ehefilm mit Ewald Balser und Kirsten Heiberg)